# بريد الخلافة
البريد، ويُقصد خدمة البريد السريع التي كانت تديرها الدولة في الخلافة الأموية، و الخلافة العباسية اللاحقة، وهي مؤسسة رئيسية في الدول الإسلامية المبكرة، حيث لم يكن البريد مسؤولاً فقط عن التسليم البري للمراسلات الرسميَّة في جميع أنحاء الإمبراطورية، ولكنه بالإضافة إلى ذلك كان بمثابة وكالة استخبارات محلية، والتي أبلغت الخلفاء بالأحداث والأنشطة والتحركات المريبة في الولايات وأنشطة المسؤولين.

## أصل الكلمة
وصف المؤرخ ريتشارد فراي أصل الكلمة العربية "بريد" بأنها "غير واضحة". تم اقتراح أصل بابلي من قبل علماء أواخر القرن التاسع عشر الذين قدموا التفسير المتنازع عليه التالي: بريد = بابل. بوريدو وهو ما يعني "الساعي" و"الحصان السريع". لقد تم اقتراح أيضًا أنه نظرًا لأنه يبدو أن مؤسسة البريد قد تم اعتمادها من أنظمة البريد السريع التي كان يحتفظ بها سابقًا كل من البيزنطيين والساسانيين الفرس، فمن الممكن أن تكون كلمة بريد مشتقة من الكلمة اللاتينية المتأخرة بريدوس ("ما بعد الحصان") أو بوريدة دوم الفارسية ("ذات ذيل راسٍ " في إشارة إلى الحوامل البريدية).

## التاريخ

### خلفية
يبدو أن البريد الإسلامي كان يعتمد على المنظمات البريدية لجيرانهم، البيزنطيين والساسانيين. حيث كانت الأنظمة البريدية موجودة في الشرق الأوسط طوال العصور القديمة، وقد قامت العديد من الدول ما قبل الإسلام بتشغيل خدماتها الخاصة، تم توثيق تقليد محلي يتمثل في إلزام السكان الذين يعيشون بجوار الطرق بحمل أمتعة الجنود والمسؤولين المارة، أو جعل جميع السكان يساهمون بحيوانات الأحمال للدولة كما في مصر البطلمية، منذ زمن الإمبراطورية الأخمينية على الأقل. وتم تطبيقه بموجب التشريع الروماني في القرن الرابع.

### الأمويون
بدأ نظام البريد منذ العصر الأموي، ويُنسب الفضل في تطويره إلى الخليفة الأموي الأول معاوية بن أبي سفيان (حكم من 661 إلى 680). وقد عزز عبد الملك بن مروان (حكم من 685 إلى 705) التنظيم، وأدخل تحسينات إضافية عليه بعد نهاية الفتنة الثانية. أنشأ الأمويون ديوانًا لإدارة النظام وتم تخصيص ميزانية منفصلة لتكاليفه.

### العباسيون
بعد الثورة العباسية عام 750، تم تعزيز البريد من قبل الأسرة الحاكمة وأصبحت واحدة من أهم المؤسسات في الحكومة. وقد أولى الخليفة العباسي الثاني والمُؤسس الحقيقي للخلافة العبَّاسيَّة أبو جَعْفَر المَنْصُور (حكم من 754 حتى 775) أهمية خاصة للخدمة واستخدمها كأداة استخباراتية يمكنه من خلالها مراقبة الشؤون والتهديدات في جميع أنحاء الخِلافة. وفي عهد خلفائه، غالبًا ما كان الإشراف على البريد يُعهد به إلى مسؤول بارز أو مقرب من الخليفة، مثل جعفر البرمكي أو إيتاخ الخزري.

### القرنين الـ9 والـ11
بعد التفتت السياسي للخلافة العباسية في القرنين التاسع والعاشر، أصبح الديوان البريدي المركزي يشرف عليه البويهيون (945-1055)، ولكن يبدو أن التنظيم قد تراجع خلال هذه الفترة. تم إلغاء الخدمة في نهاية المطاف من قبل السلطان السلجوقي ألب أرسلان (حكم من 1063 إلى 1072)، الذي اعتبر أن قدرتها على جمع المعلومات الاستخبارية قد تضاءلت. في المُقابل، حافظت بعض الدول الإسلامية الأخرى، مثل السامانيين في بلاد ما وراء النهر (القرنين التاسع والعاشر)، على أنظمة البريد الخاصة بها في أوقات مختلفة.

طرق البريد في اليمن عند ابن خُرداذُبة، كل نقطة تمثل محطة بريدية.

وقد زود البريد الخلفاء بالقدرة على التواصل مع مسؤوليهم في مختلف المناطق الخاضعة لسلطتهم. كان رسُل البريد قادرين على إيصال الرسائل في جميع أنحاء الخِلافة بكفاءة كبيرة وعالية، مع سرعات سفر مُعلن عنها تصل إلى ما يقرب من مائة ميل في اليوم. لم يكن البريد خدمة بريدية عاديَّة، ولم يكن يحمل عادةً رسائل خاصة يرسلها الأفراد، بل كانت تنقل في العادة المراسلات فقط، مثل التقارير والمراسيم الرسمية، بين موظفي الحكومة.
لتسهيل التسليم السريع لرسائلها، احتفظ نظام البريد بشبكة واسعة من محطات الترحيل، التي تضم منشآت جديدة ومساكن وموارد أخرى لسعاة البريد، كان متوسط المسافة بين كل محطة بريد، على الأقل من الناحية النظرية، من اثنين إلى أربعة فراسخ (أيّ من ستة إلى اثني عشر ميلاً)، ووفقًا لجغرافي القرن التاسع العبَّاسي ابن خرادذبية، كان هنالك 930 محطة بريد في جميع أنحاء الخِلافة العبَّاسيَّة. كانت شبكة الترحيل هذه مرنة ويمكن إنشاء محطات بريدية مؤقتة حسب الحاجة. خلال الحملات العسكرية، على سبيل المثال، يتم إنشاء محطات بريدية جديدة بحيث يمكن الحفاظ على خط اتصال مع الجيش المتقدم.
إلى جانب حمل المراسلات، كان البريد يستخدم أحيانًا لنقل بعض وكلاء الدولة، مما يوفر شكلاً من أشكال السفر السريع للوُلاة وغيرهم من المسؤولين العاملين في المقاطعات. على سبيل المثال، استخدم الخليفة العباسي موسى الهادي (حكم من 785 إلى 786) خدمة البريد للقيام بالرحلة من جرجان إلى العاصمة بغداد بعد أن تلقى نبأ وفاة والده ، ومع ذلك، كان استخدام موارد البريد خاضعًا لرقابة مشددة، وكان مطلوبًا الحصول على تصريح خاص لوكلاء الحكومة الآخرين لاستخدام حواملهم أو مؤنهم.
«ما كان أحوجني إلى أن يكون على بابى أربعة نفر لا يكون على بابى أعف منهم قيل له يا أمير المؤمنين من هم قال هم أركان الملك ولا يصلح الملك إلا بهم كما أن السرير لا يصلح إلا بأربع قوائم ان نقصت واحدة وهى أما أحدهم فقاض لا تأخذه في الله لومة لائم والآخر صاحب شرطة ينصف الضعيف من القوى والثالث صاحب خراج يستقصى ولا يظلم الرعية فانى عن ظلمها غنى والرابع ثم عض على أصبعه السبابة ثلاث مرات يقول في كل مرة آه آه قيل له ومن هو يا أمير المؤمنين قال صاحب بريد يكتب بخبر هؤلاء على الصحة»
الخليفة العبَّاسي أبُو جَعْفَر المَنْصُور.

### الاستخبارات
بالإضافة إلى دورها كخدمة البريد السريع، عمل نظام البريد كشبكة استخباراتية داخل الدولة الإسلامية، وقد تضاعف أصحاب البريد في كل منطقة بشكل فعال كمخبرين للحكومة المركزية، وقدموا تقارير منتظمة إلى عاصمة الولاية في مناطقهم المحلية. أي أحداث ذات أهمية، مثل إجراءات المحاكمة المحلية، أو التقلبات في أسعار السلع الأساسية، أو حتى نشاط الطقس غير العادي، سيتم كتابتها وإرسالها إلى مدير الديوان المركزي، الذي سيلخص المعلومات ويقديمها إلى الخليفة.
وإلى جانب شؤون الولايات بشكل عام، قام عملاء البريد أيضًا، بمراقبة نشاط وسلوك المسؤولين الحكوميين الآخرين. كان على أصحاب البريد البحث عن أي حالات سوء سلوك أو عدم كفاءة وانضباط مُعين، ليتم إبلاغ الخليفة بأي سلوك من هذا القبيل، كما قدموا تقريرًا عن أعمال وقرارات الحاكم المحلي والقاضي، فضلًا عن صاحب بيت المال. ومكنت هذه المعلومات الخليفة من البقاء على اطلاع دائم على أداء وكلائه، وطرد أي شخص أصبح فاسدًا أو متمردًا أو يُشكل خطرًا.

## ملحوظات
1. ↑  أحمد عبدالباقي: معالم الحضارة العربية في القرن الثالث الهجري، بيروت 1991 ص (14 - 19).
2. ↑  عبدالوهاب القرش: العلاقات الحضارية بين المسلمين والبيزنطيين في الشام ومصر في العصر الأموي، ص (68 - 71)، رسالة دكتوراه، كلية دار العلوم، القاهرة 2003.
3. ↑  Frye 1949، p. 585. He takes issue with two of the proposed origins, writing that "Babylonian buridu is just as unsatisfactory as اللغة اللاتينية veredus.".
4. ↑  Paul Horn (1893). Sammlung indogermanischer Wörterbücher. IV. Grundriss der neupersischen Etymologie. Strassburg: Karl J. Trübner. ص. 29, last note. اطلع عليه بتاريخ 2015-04-08. ... Jensen considers αγγαρος to be Babylonian; he explained to me his opinion as follows: berīd = Babyl. buridu (for the older *(p)burādu) = 'courier' and 'fast horse' [English translation of German original text]
5. 1 2 3 4 5 6 7  Sourdel 1960، صفحة 1045.
6. ↑  Al-Tabari 1985–2007، v. 5: p. 51 n. 147.
7. ↑  Goitein 1964، صفحة 118.
8. ↑  Glassé 2008، صفحة 85.
9. 1 2 3  Silverstein 2006، صفحة 631.
10. ↑  M. Rostowzew (1906). Angariae. Leipzig: Dieterich'sche Verlagsbuchhandlung. ص. 249–258, mainly conclusion on p. 249. اطلع عليه بتاريخ 2015-04-08. {{استشهاد بكتاب}}: تجاهل المحلل الوسيط |موسوعة= لأنه غير معروف (مساعدة)
11. ↑  Friedrich Preisigke (1907). Die ptolemäische Staatspost [The Ptolemaic state post]. Leipzig: Dieterich'sche Verlagsbuchhandlung. ص. 241–277. اطلع عليه بتاريخ 2015-04-08. {{استشهاد بكتاب}}: تجاهل المحلل الوسيط |موسوعة= لأنه غير معروف (مساعدة)
12. ↑  Akkach 2010، صفحة 15.
13. ↑  Silverstein 2006، p. 631, argues that Mu'awiyah's and 'Abd al-Malik's barid merely "continued" the pre-existing Byzantine and Sassanid postal systems.
14. ↑  Hawting 1986، صفحة 64.
15. 1 2  Ibn Khurradadhbih 1889، صفحة 153.
16. 1 2  Kennedy 2004، صفحة 15.
17. ↑  Al-Tabari 1985–2007، v. 34: p. 81.
18. ↑  Donohue 2003، صفحة 143.
19. ↑  Lambton 1968، صفحات 266-67.
20. ↑  Negmatov 1997، صفحة 80.
21. ↑  Silverstein 2006، صفحة 631-32.
22. ↑  Al-Tabari 1985–2007، v. 31: p. 2 n. 8.
23. ↑  Hodgson 1974، صفحة 302.
24. ↑  Yaqut 1959، p. 54 n. 1.
25. ↑  Goitein 1964، صفحة 119.
26. ↑  Al-Tabari 1985–2007، v. 30: pp. 8-9.
27. ↑  Goitein 1964، صفحات 118-19.
28. ↑  تاريخ الطبري، الطبري، ج 6، الصفحة 313
29. 1 2  Al-Tabari 1985–2007، v. 31: p. 2 n. 5.
30. ↑  Al-Tabari 1985–2007، v. 34: pp. 135-36.
31. 1 2  Al-Tabari 1985–2007، v. 29: p. 140.
32. ↑  Al-Tabari 1985–2007، v. 38: p. 71.
33. ↑  Qudamah ibn Ja'far 1889، صفحة 184.
34. ↑  Al-Tabari 1985–2007، v. 29: p. 101.